# Osmača
Osmača är ett berg i Bosnien och Hercegovina.   Det ligger i entiteten Republika Srpska, i den centrala delen av landet, 130 km nordväst om huvudstaden Sarajevo. Toppen på Osmača är 949 meter över havet, eller 476 meter över den omgivande terrängen. Bredden vid basen är 8,8 km. Osmača ingår i Osmača.
Terrängen runt Osmača är huvudsakligen kuperad. Runt Osmača är det ganska tätbefolkat, med 67 invånare per kvadratkilometer.. Närmaste större samhälle är Banja Luka, 13,7 km norr om Osmača.
Omgivningarna runt Osmača är en mosaik av jordbruksmark och naturlig växtlighet.